# Fortezza di Vinica
La fortezza di Vinica (in macedone Виничко кале?), chiamata anche Viničko Kale (dal turco kale, che significa "fortezza"), è una struttura difensiva che domina la cittadina di Vinica, situata nella parte orientale della Macedonia del Nord. È costruita su un promontorio della catena montuosa di Plačkovica e domina la città da 70 metri di altitudine. Il sito, oggi in rovina, fu utilizzato dal neolitico al medioevo.

## Archeologia

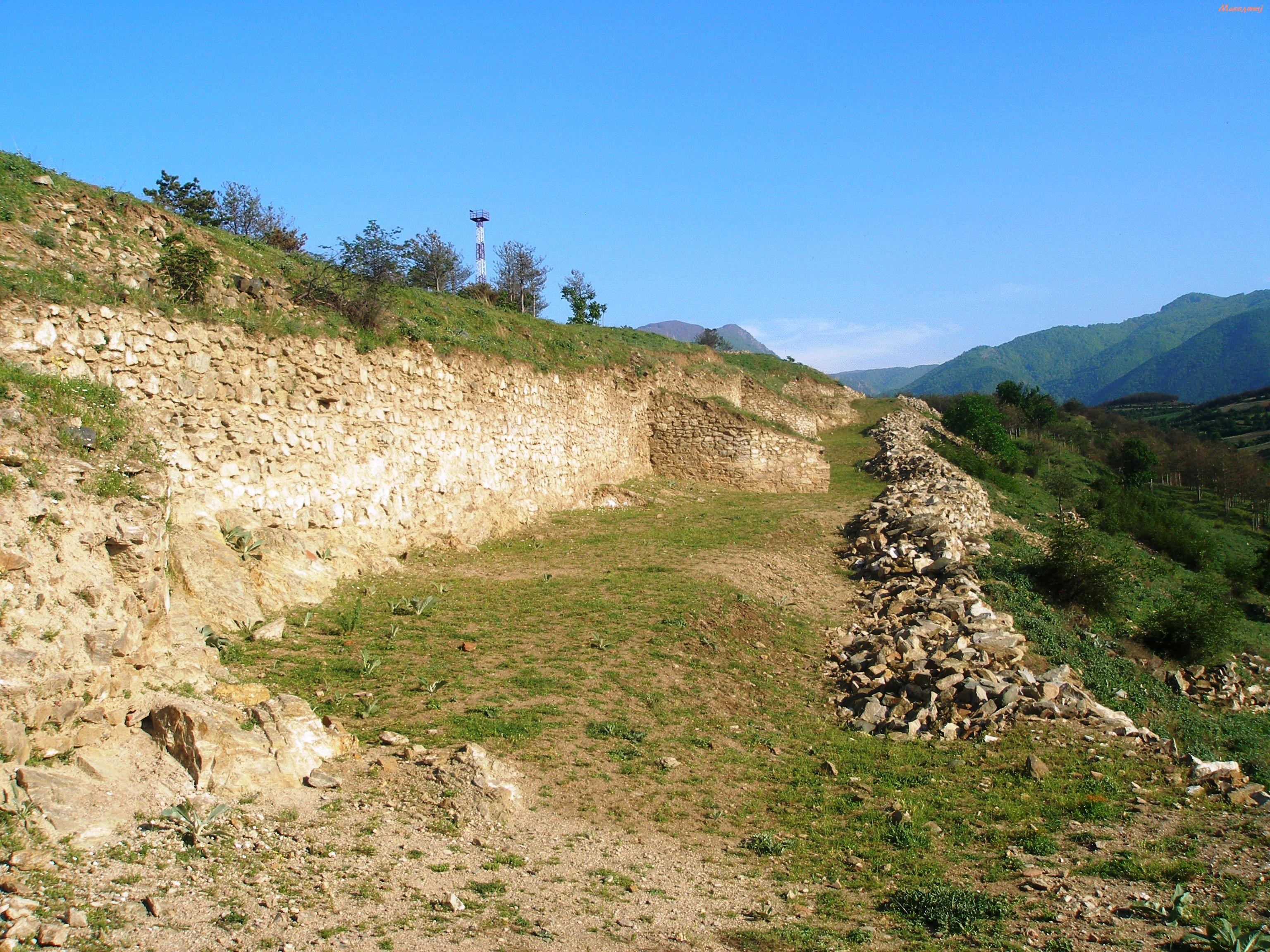
Il muro di cinta

Le rovine della fortezza coprono circa 2,5 ettari. Il complesso è situato in cima a una collina con ripidi pendii e offre un'eccellente vista sulla valle di Bregalnica. Le rovine furono scoperte nel 1954 e il sito fu inizialmente chiamato Gradishte (dalla parola "grad", che significa città), perché gli archeologi ritennero di aver trovato i resti di un'antica città. Nel 1958 viene istituita la funzione militare del sito, che riceve il nome di "fortezza". L'interesse del sito aumentò dopo la scoperta delle sue cinque icone in terracotta nel 1978. Dal 1985, il sito è continuamente oggetto di scavi.
In particolare, gli archeologi portarono alla luce le fondamenta di diversi edifici, come magazzini, terme e una chiesa. I muri sono costruiti in pietra e malta di calce e alcune porzioni sono ancora alte quattro metri. La cinta muraria è spessa tre metri e in origine presentava almeno una torre circolare. La chiesa conserva colonne, capitelli, maioliche e arredi preziosi (ceramiche, oggetti in bronzo, gioielli...). Vi è stata rinvenuta anche la tomba di una donna del XII secolo, nella quale erano custoditi oggetti in vetro, bracciali in bronzo, anelli in oro e una spilla in oro.

## Storia
I risultati degli scavi mostrano varie influenze e occupazioni nel tempo. La rocca sorgeva sulla strada tra le due grandi città antiche di Stobi e Serdica. Il sito potrebbe essere stato una vera città intorno al IV secolo e potrebbe essere peranto la città di Kelenidin, sede vescovile citata nelle fonti scritte.

## Icone di Vinica
Questi rilievi in terracotta presentano immagini cristiane e iscrizioni liturgiche in latino. Furono realizzati nel V o VI secolo e sarebbero stati usati come apporti sulle pareti adiacenti a un cimitero nella tarda antichità.